# Fort bij Jiayuguan

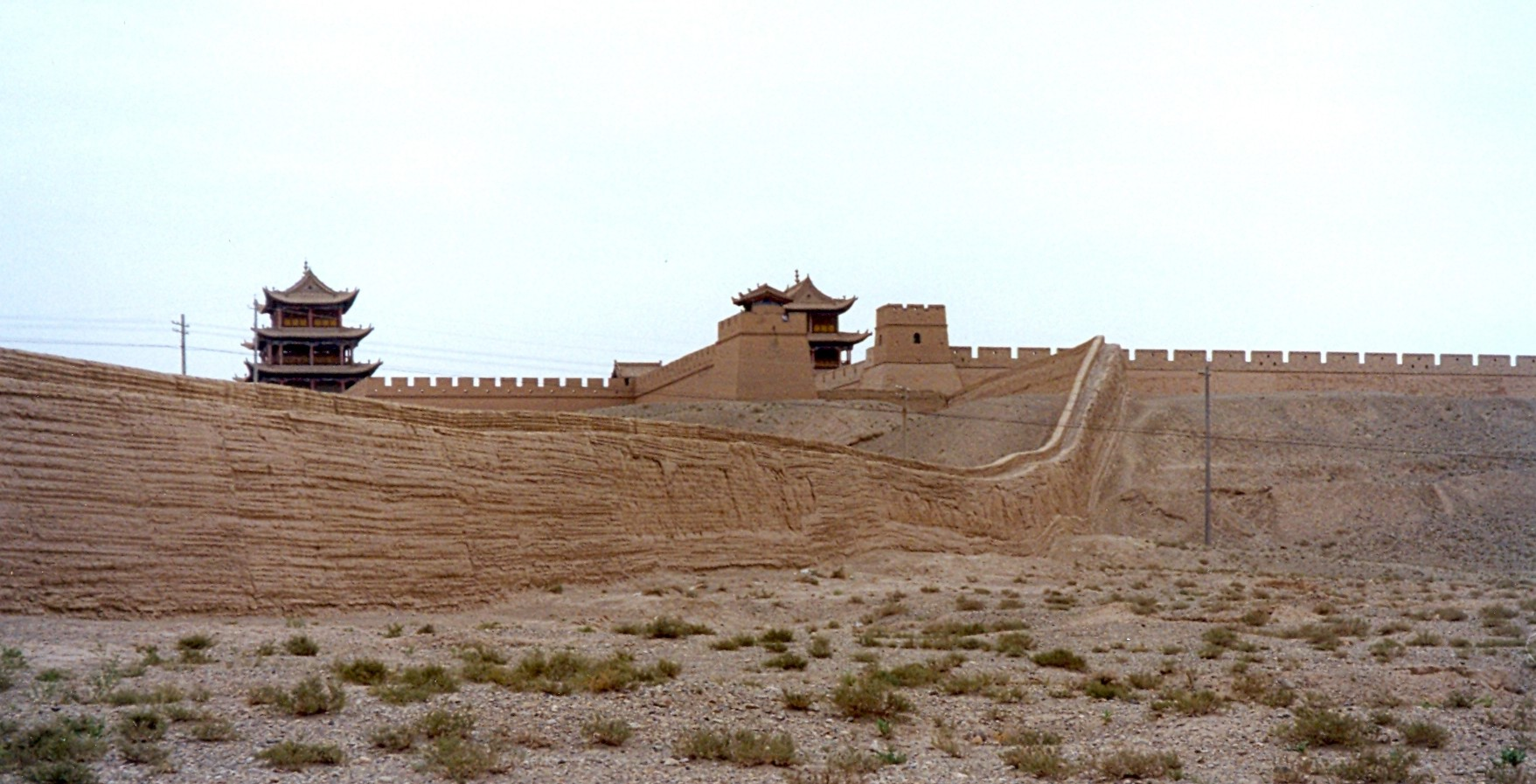
Het fort steekt boven de omgeving uit en op de voorgrond is de Chinese Muur zichtbaar.

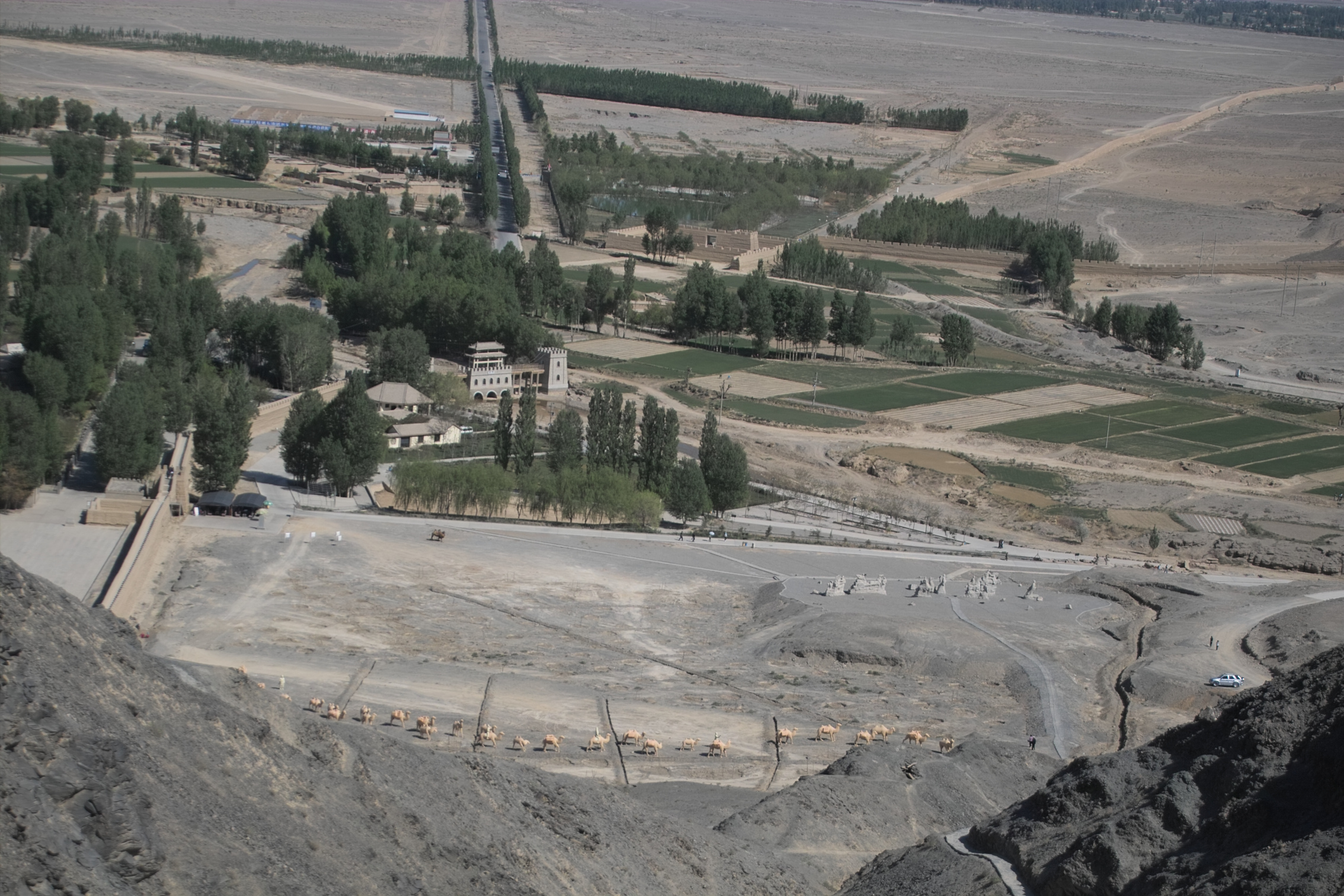
Zicht vanaf het fort.

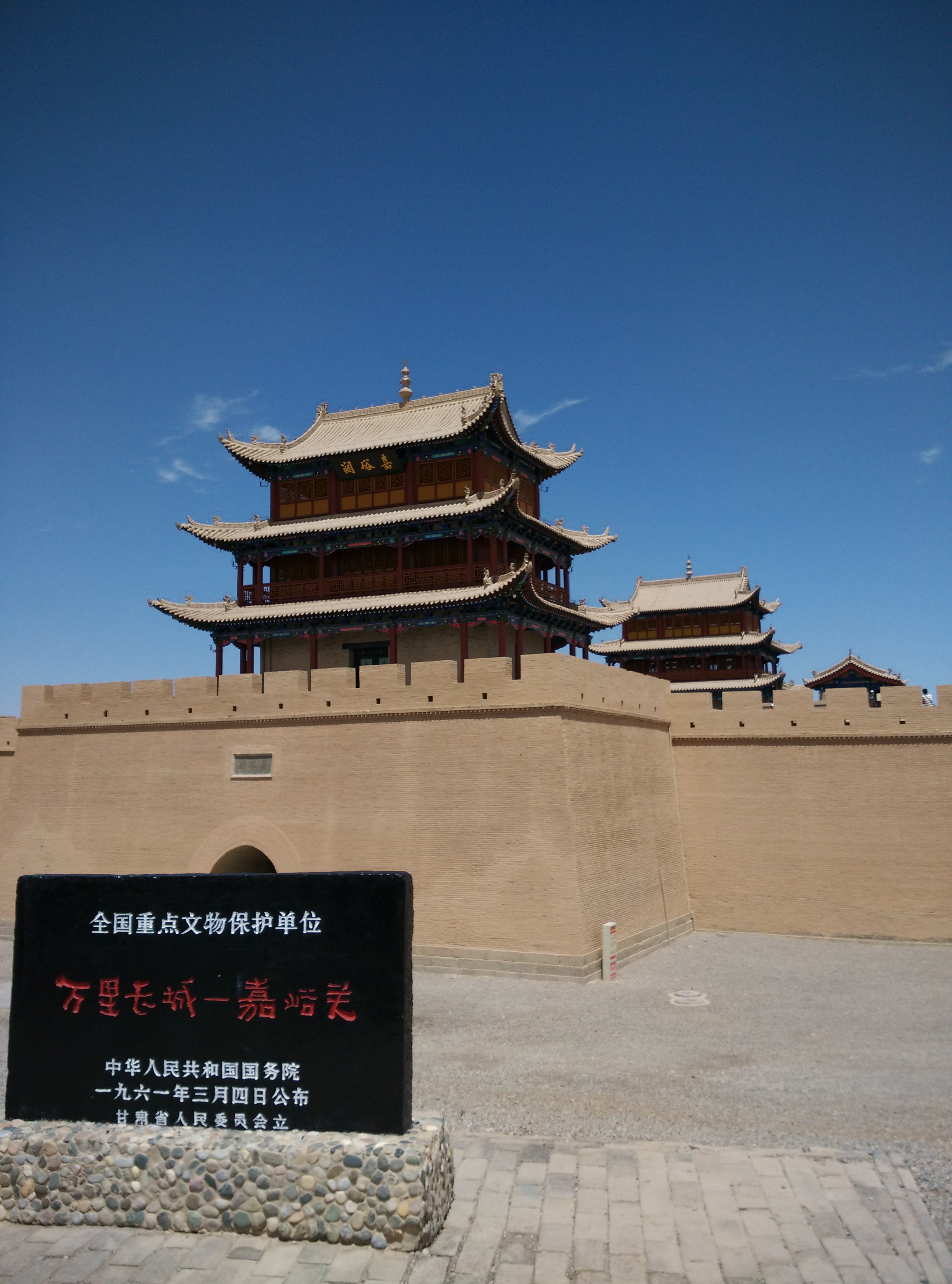
Poort van het fort.

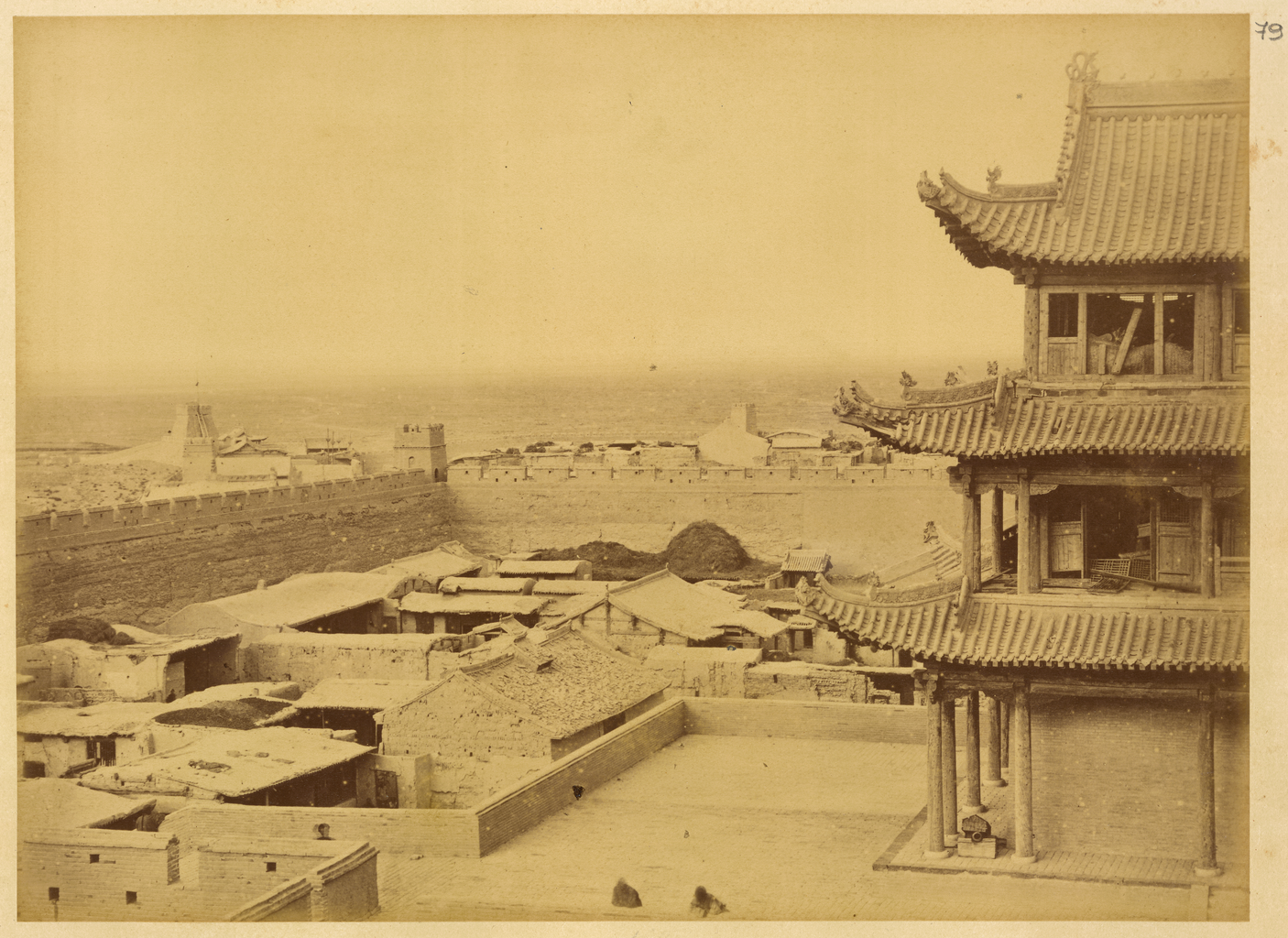
Binnenplaats van het fort in 1875.

Het Fort bij Jiayuguan is een groot fort in het uiterste westen van de Chinese Muur bij de plaats Jiayuguan in de provincie Gansu.
Het ligt in een bergpas, op het smalste punt van het westelijke deel van de Hexi-corridor. De corridor maakte onderdeel uit van de Noordelijke Zijderoute die ten noordwesten van de Gele Rivier liep. Het was een belangrijke route van Noord-China naar het Tarimbekken en Centraal-Azië voor handelaren en het leger. De route loopt langs de noordelijke rand van het Tibetaans Hoogland en volgt een reeks van oases. Het fort ligt bij een oase tussen twee heuvels in de Jiayuguanpas. 
Het fort werd gebouwd tijdens de Ming-dynastie en lag toen aan de uiterste westelijke grens van het Chinese rijk. Met de aanleg werd in 1372 begonnen en het werk duurde meer dan 150 jaar. De belangrijkste reden voor de bouw was de invallen van het leger van Timoer Lenk tegen te gaan. Het fort is een rechthoek met een omtrek van 733 meter en is 33.500 m² groot. De muur om het fort is zo'n 11 meter hoog. Er zijn twee poorten, een aan de oost- en een aan de westkant. Op elke poort staat een gebouw. Een inscriptie van "Jiayuguan" in het Chinees is geschreven op een stuk natuursteen in de muur bij de westpoort. De zuid- en noordzijde van het fort zijn verbonden met de Chinese Muur.
Het fort verkeert in goede staat en is een toeristische attractie. De beste periode voor een bezoek is tussen mei en oktober. In de winter is het te koud en door de ligging in de woestijn is het eigenlijk in de zomer te warm. Door de ligging tussen de bergen komt in de zomer wel een koele wind naar het dal waardoor de temperatuur minder hoog stijgt. 